# Гайді Пехштайн
Гайді Пехштайн (нім. Heidi Pechstein, 4 липня 1944) — німецька плавчиня.
Призерка Олімпійських Ігор 1960 року, учасниця 1964 року.
Чемпіонка Європи з водних видів спорту 1962 року, призерка 1966 року.